# Involverostreptus schubarti
Involverostreptus schubarti är en mångfotingart som beskrevs av Demange och Jean-Paul Mauriès 1975. Involverostreptus schubarti ingår i släktet Involverostreptus och familjen Spirostreptidae. Inga underarter finns listade i Catalogue of Life.